# آرلو سلاتینا
آرلو سلاتینا (انگلیسی: Alro Slatina) شرکت معدن رومانیایی است، که در سال ۱۹۶۳ تأسیس شد.